# Ганс-Вольфрам Кнак
Ганс-Вольфрам Кнак (нім. Hans-Wolfram Knaak; 14 липня 1914, Магдебург — 26 червня 1941, Дюнабург) — німецький офіцер, ротмістр вермахту. Кавалер Лицарського хреста Залізного хреста.

## Біографія
Син ветерана Першої світової війни, директора Магдебурзького пожежного товариства. В 1932 році вступив в Кенігсберзький університет, в тому ж році став «Балтійським сеньйором» студентського корпусу «Балтія Кенігсберг». В 1933 році виступав проти поглинання корпусу нацистами, а деяким з них викликав на дуель на шаблях. Декілька разів Кнак був арештований гестапо і зрештою остаточно звільнений завдяки втручанню матері і обергрупенфюрера СА Едмунда Гайнеса, який був другом і бойовим товаришем його батька. В 1934 році був виключений з університету і вступив в 4-й (прусський) кінний полк 1-ї кавалерійської дивізії. В 1935 році був переведений в 7-й автомобільний дивізіон, в 1937 році — в спецзагін «Бранденбург». В 1938 році разом з Ервіном фон Віцлебеном і Гансом Остером приєднався до змови проти Адольфа Гітлера. Учасник Польської, Французької і Балканської кампаній, а також Німецько-радянської війни, командир 8-ї роти 800-го навчального полку особливого призначення. Загинув у бою за міст Дюнабурга, який контролювали радянські війська. Захоплення моста відіграло важливе значення для просування групи армій «Північ» до Ленінграда.

## Сім'я
В 1940 році одружився в Кенігсберзі з Юттою Дюмс, дочкою капітана-цур-зее Артура Дюмса і його дружини Ельзи, уродженої Штратманн.

## Нагороди
- Медаль «За вислугу років у Вермахті» 4-го класу (4 роки)
- Залізний хрест 2-го і 1-го класу
- Сертифікат Пошани Головнокомандувача Сухопутних військ Вермахту (12 липня 1941, посмертно)
- Лицарський хрест Залізного хреста (3 листопада 1942, посмертно)